# Cría cuervos
Cet article possède un paronyme, voir Crew Cuervos.
Pour plus de détails, voir Fiche technique et Distribution.
Cría cuervos est un film dramatique psychologique espagnol réalisé par Carlos Saura, sorti en 1976.

## Titre
Le titre est une référence ironique au dicton espagnol « Cría cuervos y te sacarán los ojos » (littéralement : « Élève des corbeaux et ils t'arracheront les yeux »).
Cette maxime est volontiers utilisée par des adultes se plaignant amèrement de l'ingratitude des enfants. Le titre reflète donc le point de vue de la tante Paulina.
Le dicton n'a pas d'équivalent exact en français mais correspond à l'expression « Réchauffer un serpent dans son sein » ou au portugais « quem cria cobra amanhece picado » (littéralement : « Qui élève des serpents se réveillera un jour mordu »).

## Synopsis
Dans le Madrid des années 1970, Ana (âgée de 8-10 ans), et ses sœurs, Irène (11-12 ans) et Maïté (7 ans), orphelines de mère et de père, sont élevées par leur tante Paulina, avec laquelle Ana ne s'entend pas très bien. Dans l'appartement, se trouvent aussi la mère de Paulina, paralysée et muette, mais qui entend et comprend bien, et la bonne, Rosa. 
Les trois petites filles ont été marquées par leurs parents. Un jour, elles se déguisent, Irène en « père », Ana en « mère » et Maïté en « bonne ». Le « père » et la « mère » se disputent assez violemment, tout en disant de faire attention de ne pas réveiller les « enfants ».
Ana a une vie intérieure particulièrement riche. Elle se remémore notamment la nuit de la mort de son père (elle a entendu les râles de son père, et vu une amie, Amelia, sortir de la chambre en hâte, pas complètement habillée) et des scènes de l'agonie de sa mère, morte avant le père. Elle se rappelle aussi un séjour chez Amelia et son époux (les deux hommes sont amis, tous deux officiers de l'armée espagnole) où elle a vu son père embrasser Amelia et où les filles ont joué à cache-cache (avec « mort » et « résurrection »). Ana voit souvent sa mère auprès d'elle, puis se rend compte qu'elle a seulement rêvé.
Prenant pitié de sa grand-mère, elle lui propose un jour un poison, mais la grand-mère n'est pas malheureuse et refuse. Après une altercation avec Paulina, Ana empoisonne un verre de lait, puis le lui offre. La nuit, elle reprend le verre vide et le lave soigneusement, tandis que Paulina gît sur son lit. Mais le matin, Paulina réapparaît en pleine forme et les trois sœurs vont à leur école de filles avec un uniforme à l'anglaise.
Entre ces scènes d'époques diverses, s'intercalent quelques interventions d'Ana devenue adulte qui parle (face caméra) de son enfance.

## Fiche technique
- Titre original : Cría cuervos (littéralement « Élève des corbeaux »)
- Réalisation : Carlos Saura
- Scénario : Carlos Saura, d'après son histoire
- Musique : Federico Mompou
- Décors : Rafael Palmero
- Costumes : Maiki Marín
- Photographie : Teodoro Escamilla
- Son : Bernardo Menz
- Montage : Pablo González del Amo
- Production : Elías Querejeta
- Directeur de production: Primitivo Alvaro
- Société de production : Elías Querejeta Producciones Cinematográficas
- Sociétés de distribution : Emiliano Piedra (Espagne) ; Belga Films (Belgique)
- Pays de production :  Espagne
- Langue originale : espagnol
- Format : couleur (Eastmancolor) — 35 mm — 1,66:1 — son mono
- Genre : drame
- Durée : 110 minutes
- Dates de sortie :
  - Espagne : 26 janvier 1976
  - France : mai 1976 (Festival de Cannes) ; 3 juin 1976 (sortie nationale)

## Distribution
- Geraldine Chaplin (VF : Béatrice Delfe[1]) : la mère d'Ana / Ana adulte
- Mónica Randall : Paulina, la tante des trois filles
- Florinda Chico : Rosa, la bonne
- Ana Torrent : Ana, à 8 ans
- Héctor Alterio : Anselmo, un officier franquiste, le père des trois filles
- Germán Cobos : Nicolás Garontes, un officier ami du père d'Ana
- Mirta Miller : Amelia Garontes, sa femme
- Josefina Díaz de Artigas : la grand-mère paralytique des fillettes
- Conchita Pérez : Irène, 11 ans, l'aînée des trois filles
- Maite Sánchez : Maïté, 5 ans, la cadette des trois filles
- Juan Sánchez Almendros

## Analyse
Cría cuervos est une fable sur les rapports difficiles entre l'enfance et l'âge adulte. L'incompréhension entre ces deux mondes prend un relief saisissant dans une Espagne franquiste et bourgeoise cloisonnée dans ses codes et ses interdits. C'est également un film « presque entièrement consacré à l'évocation d'un univers féminin. Le metteur en scène a su montrer avec une grande sensibilité la force de l'amour entre une enfant et sa mère » irrémédiablement disparue.
« Je crois que les enfants ont une idée de la mort différente de celle qu'ont les adultes. Pour un adulte, la mort c'est la fin d'un processus de dégradation et d'usure. Pour un enfant, la mort s'identifie plus à la disparition, elle n'a pas de sens tragique [...]. Pour Ana (Ana Torrent) enfant, la mort de sa mère signifie sa disparition, ce qui veut dire qu'à n'importe quel moment elle peut réapparaître, et pour cela, elle est capable de la faire revivre quand elle en a besoin », dit Carlos Saura.
C'est donc une vision sans idéalisme sur le monde de l'enfance. Ana, le personnage principal, pense qu'elle a le pouvoir de faire revivre sa mère par la seule force de ses souvenirs. Mais aussi celui de faire mourir son père qu'elle juge responsable de la mort de sa mère et sa tante qui ne réussit pas à remplacer cette dernière. Ana porte sur les adultes un regard d'enfant extrêmement mûr, rempli de cynisme et de réalisme. Dans Cría cuervos, Carlos Saura mélange habilement le présent avec Ana devenue adulte qui analyse les moments qu'elle se remémore, le passé, avec le souvenir omniprésent de sa mère, et le futur. « Le fait que l'histoire soit racontée par Ana femme, vingt ans après le déroulement des événements, signifie que le récit s'effectue à partir du futur. Ce n'est pas gratuit, c'est simplement la seule façon que j'ai trouvée de voir le présent avec les yeux du passé », explique le réalisateur.

## Production

### Contexte
Carlos Saura annonce le titre de ce film dans La Cousine Angélique, son œuvre précédente, en plaçant le fameux dicton dans la bouche de l'acteur Fernando Delgado, à l'instant où il se prépare à infliger une sévère correction à Luis (José Luis López Vázquez), coupable d'une escapade avec sa cousine.

### Musique
La chanson Porque te vas, composée par José Luis Perales et interprétée par Jeanette, est le thème musical du film. Sortie deux ans plus tôt mais passée inaperçue, cette chanson du film est devenue par la suite un véritable hit international, notamment en France où elle a été le tube de l'été 1976.

### Lieux de tournage
Le film a été tourné à Madrid et à Quintanar (province de Ségovie).

## Postérité
Carlos Saura a déclaré à de nombreuses reprises qu'il avait écrit le scénario du film en pensant à Ana Torrent, alors âgée de 7 ans. La toute jeune interprète devint l'une des icônes du cinéma espagnol de l'après-franquisme, grâce à Cría cuervos et deux autres films majeurs : L'Esprit de la ruche de Víctor Erice (1973) et El nido de Jaime de Armiñán (1979).

## Distinctions

### Récompenses
- Festival de Cannes 1976 : Grand Prix du jury (ex æquo avec La Marquise d'O…)
- Prix du Syndicat des critiques français 1977 : Meilleur film étranger
- Premios ACE 1978 : Meilleur film, Meilleur réalisateur (Carlos Saura), Meilleure actrice (Geraldine Chaplin), Meilleur second rôle masculin (Hector Alterio)

### Nominations
- Césars 1977 : Meilleur film étranger
- Golden Globes 1978 : Meilleur film étranger